# Ліґота (Островський повіт)
Ліґота (пол. Ligota) — село в Польщі, у гміні Рашкув Островського повіту Великопольського воєводства.
Населення — 883 особи (2011).

## Демографія
Демографічна структура станом на 31 березня 2011 року:
|          | Загалом | Допрацездатний вік | Працездатний вік | Постпрацездатний вік |
| -------- | ------- | ------------------ | ---------------- | -------------------- |
| Чоловіки | 456     | 106                | 297              | 53                   |
| Жінки    | 427     | 89                 | 251              | 87                   |
| Разом    | 883     | 195                | 548              | 140                  |